# Епархия Флориану
Епархия Флориану (лат. Dioecesis Florianensis) — епархия Римско-Католической церкви с центром в городе Флориану, Бразилия. Епархия Флориану входит в митрополию Терезины. Кафедральным собором епархии Флориану является церковь святого Петра Алькантрийского.

## История
27 февраля 2008 года Римский папа Бенедикт XVI учредил епархию Флориану, разделив епархию Уэйраса-Флориану на две епархии: епархию Уэйраса и собственно епархию Флориану.

## Ординарии епархии
- епископ Augusto Alves da Rocha (27.02.2008 — 17.03.2010, в отставке);
- епископ Valdemir Ferreira dos Santos (17.03.2010 — 4.05.2016 — назначен епископом Амаргозы);
- епископ Edivalter Andrade (29.03.2017 — 8.11.2023 — назначен епископом Парнаибы);
- епископ Júlio César Souza de Jesus (7.06.2024 — по настоящее время)

## Источник
- Annuario Pontificio, Ватикан, 2007